# Clement Attlee
Clement Richard Attlee (født 3. januar 1883, død 8. oktober 1967), var en britisk politiker, labourleder samt premierminister fra 1945 til 1951.
Attlee var født i London og havde til forskel fra de fleste andre labourledere en middelklassebaggrund. Han studerede i Oxford og blev tidligt socialt engageret. Under første verdenskrig var han bl.a. med ved Gallipoli og ved fronten i Frankrig. Han opnåede rang af major. 
I 1922 blev Attlee valgt til Underhuset i en kreds i Østlondon. Han havde ministerposter i mellemkrigstidens labourregeringer og blev i 1935 formand for Labour. Han var under anden verdenskrig en loyal vicepremierminister under Churchill i den nationale samlingsregering. 
I 1945 blev Attlee premierminister efter Labours jordskredssejr ved parlamentsvalget. Hans første embedshandling var at overtage Churchills rolle som britisk forhandligsleder på Potsdam-konferencen. Labourregeringen indførte den moderne velfærdsstat med en omfattende reform af social- og sundhedssystemet. Samtidig gennemførtes en omfattende nationalisering af store samfundsområder, herunder Bank of England, kulminer, stålindustri, elektricitet, gas, telefonvæsen og jernbaner. 
Også en stor del af afkoloniseringen af det britiske imperium fandt sted i denne periode. Der opstod nye stater som Indien, Pakistan, Burma og Sri Lanka. 
Den kolde krig opstod også i denne periode, og her stod Attlee sammen med sin udenrigsminister Ernest Bevin last og brast med USA og den øvrige vestlige verden og var med til at grundlægge NATO. 
Labour genvandt et snævert flertal i Underhuset i 1950, men tabte i 1951 valget til De Konservative, og Attlee måtte gå af. Han ledede Labour indtil 1955, hvor han trådte tilbage. Clement Attlee blev adlet, forlod Underhuset og indtog et sæde i Overhuset, hvoraf han var medlem til sin død i 1967.